# Il Circolo delle donne italiane
Der Circolo delle donne italiane ist eine der ersten von Frauen herausgegebenen Zeitungen Italiens und die erste politische Frauenzeitung Venedigs. Sie erschien dort in drei Ausgaben pro Woche vom 26. September bis zum 15. Oktober 1848 während des Aufstands unter der Führung von Daniele Manin gegen die österreichische Herrschaft.
Über die Redaktion, die aus fünf oder sechs Frauen bestand, ist nur wenig bekannt. Zu ihr gehörten Adele Cortesi und Maddalena Montalban, andere nennen sich „Annetta“, „A. Comtesi“ oder „Ida M.“. Letztere schrieb auf der ersten Seite der ersten Ausgabe: „Uomini, le donne furono create dopo l'uomo; dunque sono più perfette di voi“ (sinngemäß: Männer, die Frauen sind nach dem Mann geschaffen worden, daher sind sie vollkommener als ihr).
Ziel der aus der Oberschicht stammenden Frauen war es, die patriotische Bewegung im Sinne des Risorgimento zu unterstützen, ihre Hauptgegner waren die Habsburger. Die Frauen sollten sich am Widerstand gegen die Fremdherrschaft beteiligen, wenn auch nicht unmittelbar durch Waffengewalt, sondern durch Ermunterung ihrer Söhne, Ehemänner usw.
Doch auch die Gleichstellung der Geschlechter „von Natur aus“ wurde in der ersten Ausgabe gefordert: „É venuto il tempo di proclamare l'uomo e la donna per natura egualissimi tra loro“ (sinngemäß: Es ist an der Zeit, Mann und Frau als von Natur aus gleichberechtigt zu erklären).
Neben dem Circolo bestanden zu dieser Zeit in Italien nur noch die beiden Palermitaner Blätter Tribuna delle Donne und Legione delle Pie sorelle sowie das römische La Donna italiana.